# Kościół Niepokalanego Poczęcia Najświętszej Maryi Panny w Siedlicach
Kościół Niepokalanego Poczęcia Najświętszej Maryi Panny w Siedlicach – katolicki kościół filialny zlokalizowany we wsi Siedlice w gminie Radowo Małe, w powiecie łobeskim (województwo zachodniopomorskie). Jest filią parafii św. Józefa Oblubieńca w Mieszewie.

## Historia i architektura
Murowany w technice ryglowej kościół został zbudowany w połowie wieku XVIII. Sytuowany na planie prostokąta, jest budowlą salową, zamkniętą od wschodu pięciobocznym prezbiterium. Okna w korpusie nawowym zakończone są trójkątnie. Od strony zachodniej znajduje się dwukondygnacyjna wieża, częściowo wchodząca w nawę, zakończona osadzonym na bębnie barokowym hełmem, zwieńczonym kulą z krzyżem. W ścianach wieży umieszczone są okrągłe otwory, w jej przyziemiu natomiast znajduje się prostokątny portal wejściowy.
Wnętrze kościoła nakrywa drewniany, belkowany strop. W prezbiterium znajduje się ołtarz w formie tryptyku, z figurą Matki Bożej z Dzieciątkiem w części centralnej. W oknach za ołtarzem wstawione są witraże z postaciami św. Piotra i św. Pawła. Zachowała się też XIX-wieczna ambona w kształcie kielicha. Nad ścianą zachodnią i częściowo nad ścianami bocznymi znajduje się drewniana empora chórowa z ażurową balustradą, wsparta na czterech filarach.
Po II wojnie światowej został konsekrowany jako świątynia katolicka w dniu 8 grudnia 1945 roku.